# Alfred Zima
Alfred Zima (ur. 23 sierpnia 1931) – austriacki pięściarz. Reprezentant kraju podczas igrzysk olimpijskich w 1952 w Helsinkach. Pięciokrotny mistrz Austrii (1952 – waga musza, 1953, 1957, 1958 i 1964 – wszystkie pozostałe waga piórkowa).
Na igrzyskach w Helsinkach wystąpił w turnieju wagi muszej. Najpierw wygrał z Pablo Lugo z Portoryko a następnie przegrał z Nathanem Brooksem ze Stanów Zjednoczonych. 